# George Dewey Clyde
George Dewey Clyde, född 21 juli 1898 i Springville, Utah, död 2 april 1972 i Salt Lake County, Utah, var en amerikansk republikansk politiker. Han var Utahs guvernör 1957–1965.
Clyde studerade vid Utah State Agricultural College (numera Utah State University) och University of California, Berkeley. Därefter undervisade han vid Utah State Agricultural College.
Clyde efterträdde 1957 J. Bracken Lee som Utahs guvernör och efterträddes 1965 av Calvin L. Rampton.
Clyde avled 1972 och gravsattes på begravningsplatsen Wasatch Lawn Memorial Park i Salt Lake City.